# Artjom Artjunin
Artjom Artjunin (* 24. Januar 1990 in Tallinn) ist ein estnischer Fußballspieler.

## Karriere

### Verein
Artjom Artjunin begann seine Fußballkarriere beim FC Levadia Maardu der später als FC Levadia Tallinn fungieren sollte. Für den Verein aus der Hauptstadt Estlands spielte er von 2005 bis zum Jahr 2007 in der Jugend, ehe er in die Reservemannschaft aufgenommen wurde. Für die zu diesem Zeitpunkt in der Esiliiga antretende Zweitmannschaft kam er zwischen 2007 und 2011 in 89 Ligapartien zum Einsatz. Im Jahr 2009 spielte er auf Leihbasis für den JK Tammeka Tartu. Nach der Rückkehr zu seinem Stammverein konnte er sich in der folge einen Stammplatz sichern. Mit Levadia gewann er zweimal die Meisterschaft und den Pokal.
Anfang 2015 verließ Artjunin Levadia und wechselte zum FC Brașov nach Rumänien. Dort kam er lediglich auf drei Einsätze und stieg mit seinem Klub am Ende der Saison 2014/15 ab. Er kehrte zu Levadia zurück, ehe er sich Anfang 2016 dem polnischen Zweitligisten Miedź Legnica anschloss. Auch dort kam er nur auf wenige Spiele. 2017 spielte er wieder für Levadia und ein Jahr später für JK Tallinna Kalev. Seit der Saison 2018/19 seht er beim Erstligisten SFK Etar Weliko Tarnowo in Bulgarien unter Vertrag.

### Nationalmannschaft
Artjom Artjunin debütierte für Estland erstmals in der U-19 im April 2008 gegen Dänemark. Im gleichen Jahr gab er auch sein Debüt in der U-21 im Spiel gegen Litauen. Ab 2012 kam der Innenverteidiger in der U-23 zum Einsatz. Im November 2013 wurde er von Nationaltrainer Tarmo Rüütli erstmals in den Kader der A-Nationalmannschaft für die Länderspiele gegen Aserbaidschan und Liechtenstein berufen. Sein Debüt gab er im Länderspiel gegen Aserbaidschan in dem Artjunin in der Startaufstellung stand.

## Erfolge
- Estnischer Meister: 2013, 2014
- Estnischer Fußballpokal: 2010, 2012, 2014
- Estnischer Supercup: 2010, 2013